# Doubravská hora
Doubravská hora (též Doubravka, německy Teplitzer Schlossberg) je osamělý znělcový vrch v Českém středohoří na okraji města Teplice. Svahy kopce jsou chráněny jako přírodní památka Doubravka a na vrcholu stojí upravené zříceniny středověkého hradu Doubravská hora, restaurace a hora je oblíbeným výletním místem Tepličanů.

## Název
Ve státních mapových dílech se používá název Doubravská hora, ale v minulosti se objevily i názvy Doubravka a Doubravická hora.
Název Doubravka je uveden na státní mapě měřítka 1 : 5 000 z roku 1983 a název Doubravická hora použila vojenská topografická mapa měřítka 1 : 25 000 z roku 1955.
Podle Doubravky zvolilo svoje jméno i středisko Junáka v Teplicích.

## Historie
Ve druhé polovině 15. století vznikl na vrcholu gotický hrad. Během třicetileté války byl přestavěn na bastionovou pevnost, několikrát obléhán a dobyt. Po roce 1644 byl hrad záměrně stržen, aby ho nemohla využívat nepřátelská vojska. V 19. století byla do zřícenin hradu vestavěna restaurace a jedna z věží upravena jako rozhledna. Od 20. století se hradní budovy využívají mimo jiné k radioamatérskému vysílání.

## Geologie a geomorfologie
Geologické okolí je tvořené hrástí křídových slínovců, vápnitých jílovců a ignimbritů, kterými ve třetihorách pronikl neovulkanický kužel tvořeny trachytem. Ve vrcholové části lze pozorovat deskovou odlučnost horniny. V geomorfologickém členění je vrch součástí podcelku Milešovské středohoří a okrsku Teplické středohoří. Úpatí je pokryté suťovými haldami a plášti.

### Kámen čarodějky
Na úpatí hory se nacházejí křemencové kameny kdysi nazývané ještě německými obyvateli jako mnišské kameny či zkamenělé mnichy. Největší z nich zvaný Hexenstein či Kámen čarodějky se nachází na poli na severním úpatí za silnicí z Teplic do Drahkova. Na povrchu jsou dosud patrné vrypy, patrně kdysi sloužící jako směrovky pro průchod močálovitou krajinou. Dle pověsti jsou ale tři vrypy vytvořeny spáry zlé čarodějnice. Jméno čarodějnice není ustálené, nazývá se Kely, Vela nebo Běla. V minulosti byl tento rozměrný balvan nepravidelného blokového tvaru památkově chráněn pod názvem Orientační kámen.

## Ochrana přírody
Dne 13. srpna 2011 byly svahy vrchu vyhlášeny jako přírodní památka s rozlohou 43,27 ha. Důvodem zřízení chráněného území je ochrana evropsky významné lokality Natura 2000 s výskytem páchníka hnědého (Osmoderma barnabita) a dalších druhů hmyzu vázaných na staré dřevo a dutiny stromů, jako jsou kupříkladu kovařík (Elateridae) nebo potemník (Tenebrionidae). Kromě hmyzu se na lokalitě vyskytují vzácné druhy hub jako lanýž letní (Tuber aestivum), hřib Markův (Xerocomellus marekii) nebo šťavnatka dvoubarvá (Hygrophorus persoonii).

## Pověsti
K hoře se váže mnoho pověstí. Pohané ji považovali za posvátnou horu.
Na hoře prý žila již zmíněná čarodějnice Kely, Vela, či Běla. Měla zabíjet zabloudivší lidi a vyháněla i zvířata. Jejímu řádění učinil přítrž až potulný rytíř, který přežil všechny její nástrahy – házela po něm kameny (na svazích hory jsou po nich díry), chrlila oheň, vyvolala bouři s blesky. Přesto se rytíři ji podařilo strhnout ze skály a jak čarodějnice padala dolů, vytvořila nohama již zmíněné tři vrypy na Kámenu čarodějky.
Také to mohla být dcera kněze, který na hoře žil. Ta ráda tancovala, ale jednou ji při tanci ujely nohy a při smrtelném pádu dolů vytvořila vrypy na kameni.
Jednou za sedm let lze na svazích hory objevit květ čarovné růže schopné zrušit prokletí hradu. V hoře spí tajemní rytíři a stopy kopyt jejích koní jsou vytlačeny do kamenů. Také by se tu měl zjevovat bezhlavý jezdec mířící na zříceninu hradu Kyšperka. Tímto směrem má směřovat i tajná podzemní chodba.

## Přístup
Vrchol je dostupný po žluté turistické značce, případně i betonovou silničkou opatřenou již na úpatí zákazem vjezdu. Pro návštěvníky je vyhrazeno parkoviště na úpatí poblíž točny a konečné zastávky linky 5 trolejbusů Šanov II – Panoráma.

## Galerie

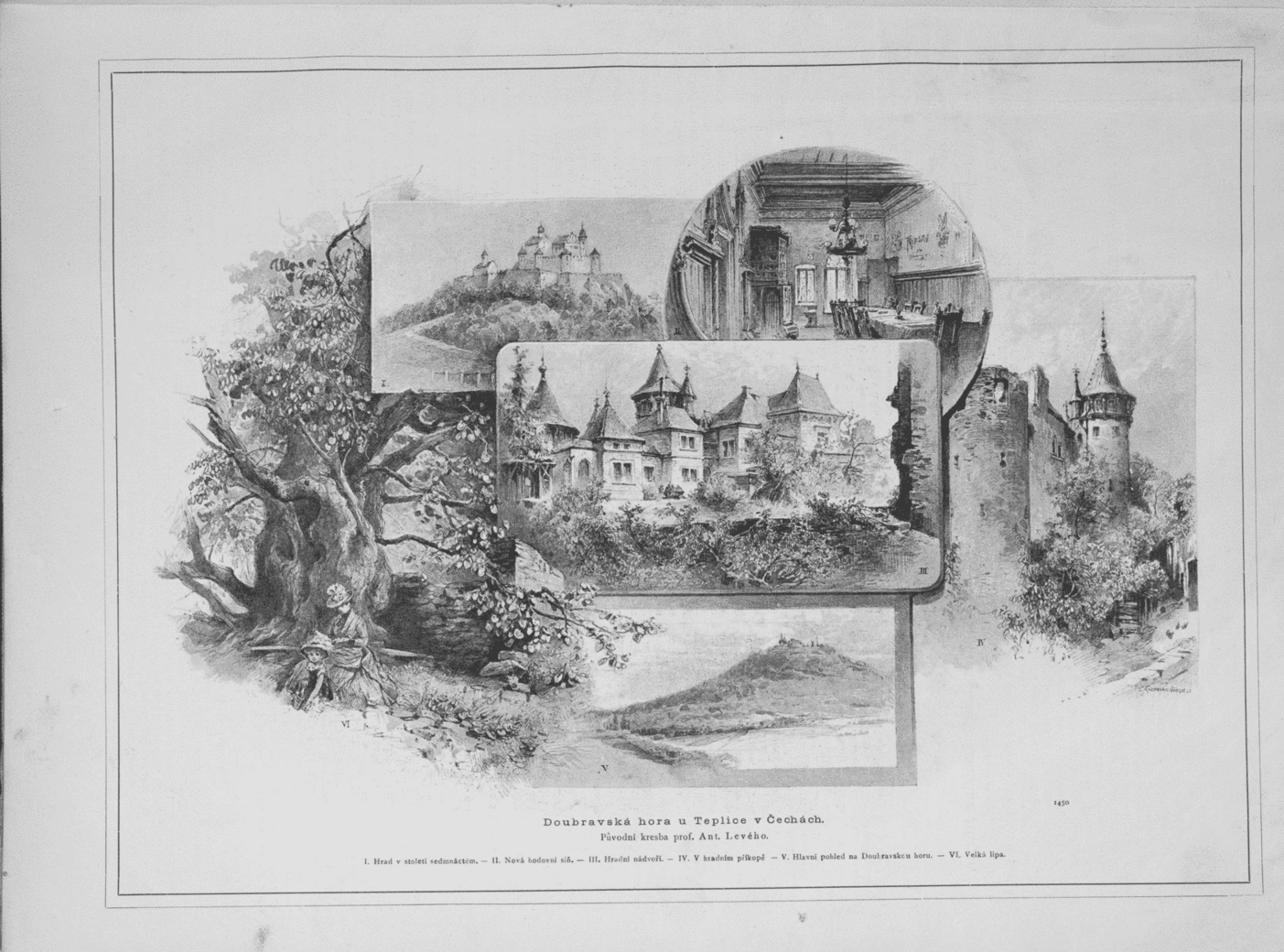
Doubravská hora u Teplice v Čechách v 17. a koncem 19. století, obraz A. Levého (1888)
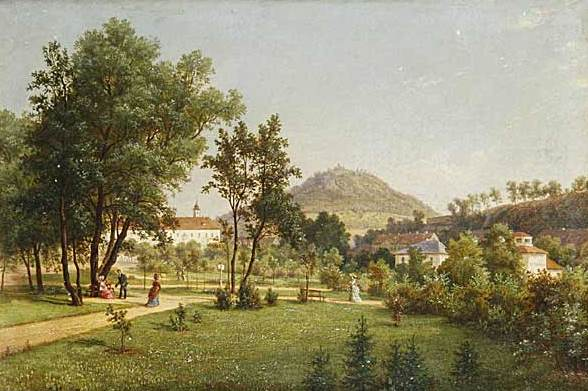
Pohled na Doubravskou horu ze zámeckého parku v Teplicích, obraz Ernsta Gustava Doerella z roku 1874
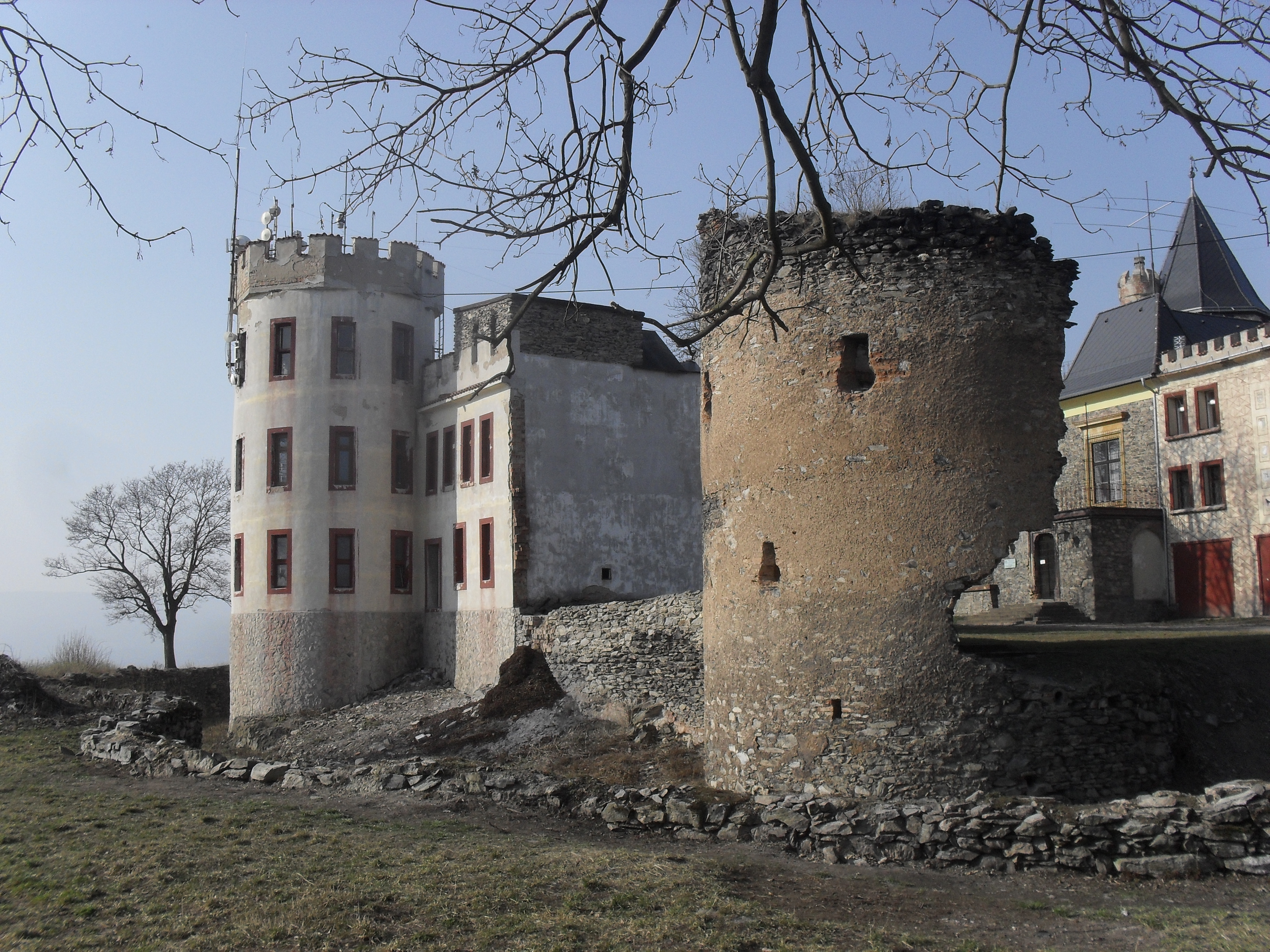
Hradní věže
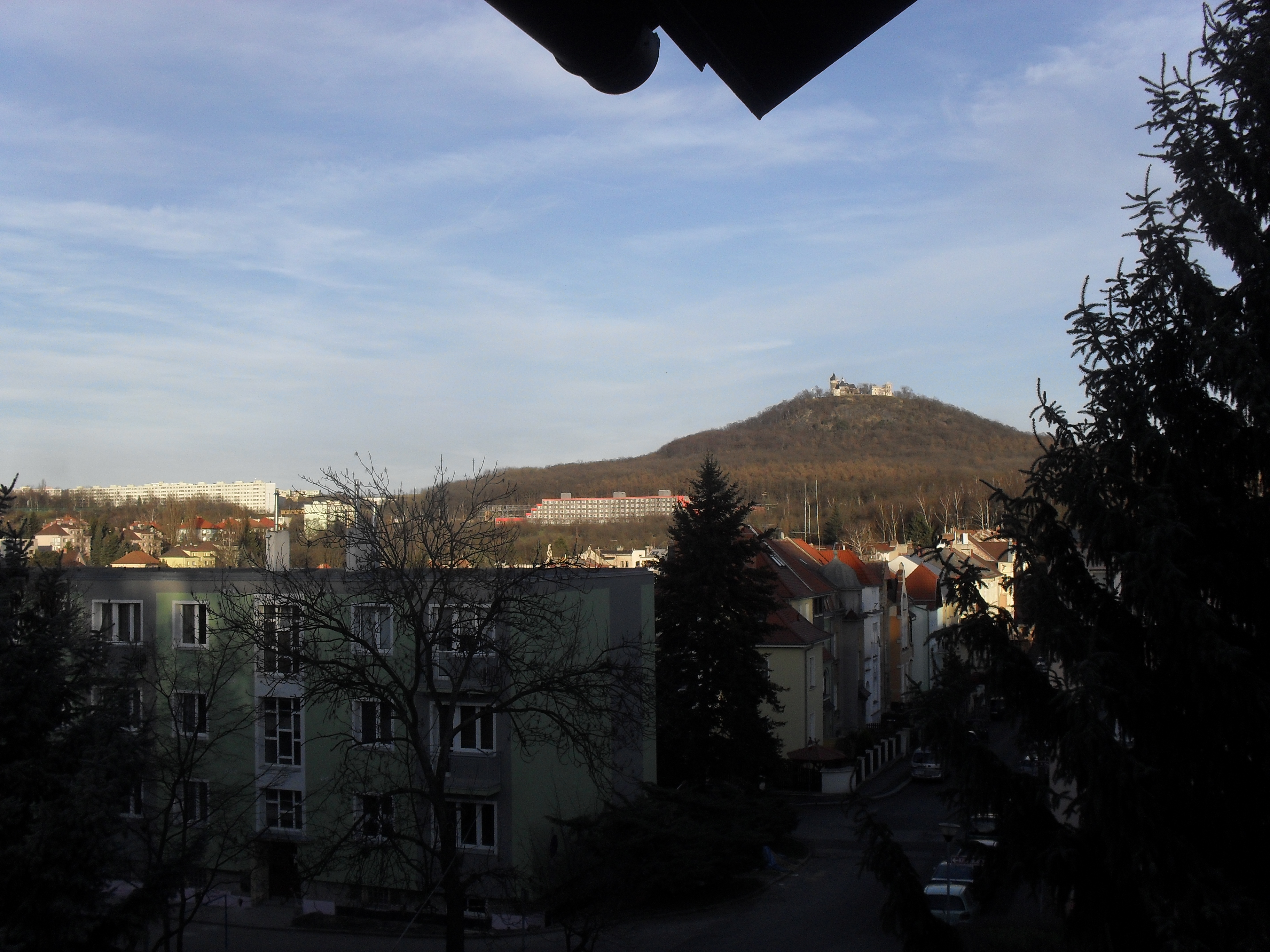
Pohled ze Šanova